# Cayo Emilio Mamerco
Cayo o Gayo Emilio Mamerco  fue un político y militar romano del siglo V a. C. miembro de los Emilios Mamercinos, una rama patricia de la gens Emilia. Fue hijo de Lucio Emilio Mamerco y hermano de Tiberio Emilio Mamerco. Se le asignó una dictadura en el año 463 a. C. siguiendo un comentario de Juan Lido que menciona un dictador en el cuadragésimo octavo año de la República. Sin embargo, cabe la posibilidad de que Lido se confundiese con un interregno y que fuese este el cargo que ejerció Mamerco.